# Vacas (Cochabamba)
Vacas er en landsby i den centrale del af Bolivia beliggende i provinsen Arani, i departementet Cochabamba.